# Li Auto L9
La Li Auto L9 (in cinese: 理想 L9), è un'autovettura prodotta dalla casa automobilistica cinese Li Auto a partire dal 2022.

## Descrizione
La L9 è un crossover SUV di grandi dimensioni, secondo veicolo realizzato della casa automobilistica Li Auto dopo la One, disponibile con sei posti disposti su tre file. All'interno sono presenti due schermi da 15,7 pollici con spessore di soli 4 mm, che fungono uno da quadro strumenti per il guidatore mentre l'altro per il sistema di infotainment.
Presentata online nel marzo 2022 e lanciata ufficialmente a giugno 2022 con le prime consegnati avvenute in Cina ad agosto 2022, la L9 è una ibrida plug-in PHEV dotata di due motori elettrici: un motore da 130 kW (170 CV) all'anteriore e un motore da 200 kW (270 CV) al posteriore. Inoltre è presente un motore a benzina a 4 cilindri turbocompresso da 1,5 litri montato sotto il cofano anteriore, alimentato da un serbatoio di benzina da 65 litri posto sotto i sedili posteriori. Il motore a benzina non è collegato direttamente alle ruote e non muove mai autonomamente la vettura, ma piuttosto è un "range extender" per i motori elettrici, ovvero funge da generatore per quest'ultimi quando le batterie si scaricano.
La potenza totale è di 240 kW (320 CV) e la coppia di 530 Nm. La casa dichiara un'autonomia stimata secondo il ciclo di omologazione NEDC di 1315 km e un'autonomia nella sola modalità elettrica di 215 km. L'accelerazione nello 0 a 100 km viene coperta in 5,3 secondi.
La capacità della batteria è di 40,6 kWh, di cui solo 37,2 kWh sono realmente utilizzabili. La ricarica delle batterie all'80% richiede circa 40 minuti con un caricabatterie rapido. Una ricarica completa con una presa da 200 V richiede invece 6 ore.